# Ischnoptera vilis
Ischnoptera vilis es una especie de cucaracha del género Ischnoptera, familia Ectobiidae. Fue descrita científicamente por Saussure en 1869.
Habita en Paraguay y Argentina.